# Рангел (Воденско)
Рангел (на гръцки: Ράγγελ) е бивше село в Република Гърция, на територията на дем Воден (Едеса), област Централна Македония.

## География
Селото е било разположено в землището на Техово на пътя за Кронцелево.

## История
Рангел е българско село, което се разпада в края на XVIII век, поради зулумите на разбойнически банди. Жителите му се изселват в Техово.